# Joachim Standfest
Joachim Standfest (ur. 30 maja 1980 w Leoben) – piłkarz austriacki grający na pozycji środkowego obrońcy lub defensywnego pomocnika.

## Kariera klubowa
Standfest jest wychowankiem amatorskiego klubu SV Rottenmann. Grał tam do 1998 roku i wtedy też trafił do grającego w pierwszej lidze, Grazer AK. W pierwszym składzie zespołu Joachim zaczął grać w sezonie 1999/2000. W tym samym sezonie sięgnął po swój pierwszy Puchar Austrii, a następnie kolejny już superpuchar. Oba osiągnięcia Joachim z partnerami z boiska powtórzył 2 lata później, a w 2004 roku zdobył czwarty w historii klubu krajowy puchar. Swoją postawą przyczynił się też do wywalczenia pierwszego w historii GAK mistrzostwa Austrii, a w 2005 roku Standfest został wicemistrzem Bundesligi. W kolejnych sezonach Grazer spisywał się słabiej, a w sezonie 2006/2007 zajął ostatnią pozycję i nie otrzymał licencji na grę w drugiej lidze. Został zdegradowany do trzeciej ligi Austrii. W zespole GAK Joachim wystąpił 195 razy i zdobył 12 goli.
Jeszcze w trakcie sezonu 2006/2007 Standfest opuścił zespół z Grazu i na zasadzie wolnego transferu przeniósł się do Austrii Wiedeń. 25 lutego 2007 zadebiutował w jej barwach w lidze. W meczu tym Austria zremisowała 2:2 na wyjeździe z FC Wacker Tirol z Innsbrucku. Wiosną 2007 zdobył z Austrią puchar kraju, a jesienią wystąpił w rozgrywkach Pucharu UEFA. Natomiast w Bundeslidze stołeczny klub zajął 3. miejsce w tabeli za Rapidem Wiedeń i Red Bullem Salzburg.
W 2010 roku Standfest przeszedł do SK Sturm Graz. Został z nim mistrzem kraju w sezonie 2010/2011. W sezonie 2012/2013 grał w Kapfenberger SV, a latem 2013 trafił do Wolfsberger AC. W 2017 roku zakończył tam karierę.
W Bundeslidze rozegrał 508 spotkań i zdobył 29 bramek.
| Sezon   | Klub            | Kraj    | Rozgrywki  | Mecze | Bramki |
| ------- | --------------- | ------- | ---------- | ----- | ------ |
| 1998/99 | Grazer AK       | Austria | Bundesliga | 3     | 0      |
| 1999/00 | Grazer AK       | Austria | Bundesliga | 27    | 0      |
| 2000/01 | Grazer AK       | Austria | Bundesliga | 26    | 1      |
| 2001/02 | Grazer AK       | Austria | Bundesliga | 19    | 2      |
| 2002/03 | Grazer AK       | Austria | Bundesliga | 23    | 0      |
| 2003/04 | Grazer AK       | Austria | Bundesliga | 32    | 0      |
| 2004/05 | Grazer AK       | Austria | Bundesliga | 33    | 6      |
| 2005/06 | Grazer AK       | Austria | Bundesliga | 32    | 3      |
| 2006/07 | Grazer AK       | Austria | Bundesliga | 21    | 1      |
| 2006/07 | Austria Wiedeń  | Austria | Bundesliga | 11    | 0      |
| 2007/08 | Austria Wiedeń  | Austria | Bundesliga | 34    | 1      |
| 2008/09 | Austria Wiedeń  | Austria | Bundesliga | 30    | 6      |
| 2009/10 | Austria Wiedeń  | Austria | Bundesliga | 30    | 2      |
| 2010/11 | Sturm Graz      | Austria | Bundesliga | 32    | 1      |
| 2011/12 | Sturm Graz      | Austria | Bundesliga | 27    | 0      |
| 2012/13 | Kapfenberger SV | Austria | Erste Liga | 34    | 3      |
| 2013/14 | Wolfsberger AC  | Austria | Bundesliga | 29    | 2      |
| 2014/15 | Wolfsberger AC  | Austria | Bundesliga | 32    | 2      |
| 2015/16 | Wolfsberger AC  | Austria | Bundesliga | 34    | 2      |
| 2016/17 | Wolfsberger AC  | Austria | Bundesliga | 31    | 0      |

## Kariera reprezentacyjna
W reprezentacji Austrii Standfest zadebiutował 11 października 2003 roku w przegranym 2:3 meczu eliminacji do Euro 2004 z Czechami. W 2008 roku został powołany przez selekcjonera Josefa Hickersbergera do kadry na Mistrzostwa Europy 2008.